# Кубок ДР Конго по футболу
1. перенаправление Кубок Президента ДР Конго